# J. R. R. Tolkien Encyclopedia: Scholarship and Critical Assessment
La J. R. R. Tolkien Encyclopedia, subtitulada Scholarship and Critical Assessment, es una enciclopedia temática en un tomo sobre la ficción de J. R. R. Tolkien, sus obras y trabajos académicos, sus influencias intelectuales y espirituales y su biografía; editada por Michael D. C. Drout y publicada por Routledge en 2006. En sus 720 páginas trabajó un equipo de 127 eruditos tolkienistas. Ejercieron de coeditores junto a Drout Douglas A. Anderson y Verlyn Flieger (ambos también coeditores junto a Drout de la revista Tolkien Studies: An Annual Scholarly Review), Marjorie Burns y Tom Shippey.

### Críticas
- Recopilación de críticas publicadas sobre la enciclopedia.
- Wickham-Crowley, Kelley M. (2007). «J. R. R. Tolkien Encyclopedia: Scholarship and Critical Assessment (review)». Tolkien Studies: An Annual Scholarly Review (en inglés) (West Virginia University Press) (4): 266-278. ISSN 1547-3155. Consultado el 17 de agosto de 2010.

- Datos: Q82951